# Monumento funebre a Giacomo Brivio
Il monumento funebre a Giacomo Stefano Brivio è un monumento sepolcrale situato nella cappella Brivio presso la basilica di Sant'Eustorgio di Milano.

## Storia
Il monumento fu commissionato per la morte di Giacomo Stefano Brivio, consigliere ducale di Ludovico il Moro e marito di Antonia Gallerani (sorella della più famosa Cecilia), dal figlio Giovanni Francesco Brivio, che affidò il lavoro allo sculture Francesco Cazzaniga nel 1486 per il costo di 1300 lire imperiali.

## Descrizione
Il monumento è sostenuto alla base da quattro colonne a candelabro in pietra nera poggianti su altrettanti piedistalli decorati con medaglioni in marmo di Carrara raffiguranti Favole e Teste di imperatori. L'arca, retta da capitelli corinzi, presenta tre bassorilievi sul fronte e due posti ai lati: nella vista frontale, separati da lesene sono rappresentati da sinistra a destra la Nascita di Gesù Cristo, l'Adorazione dei Magi e la Circoncisione di Gesù Bambino, mentre ai lati sono presenti l'Annunciazione e la Fuga in Egitto. Sopra l'arca vi è un tempietto raffigurante in rilievo Gesù Cristo, affiancato da due statuette adoranti, sormontato da una cupola con in cima una statua della Madonna con Bambino.